# Matrox G200
G200是Matrox發明，在1998年5月推出，是Matrox的第二代3D图形芯片。它拥有可编程的浮点生成和填充引擎，並支援DirectX和OpenGL，多纹理贴图和32bit Z緩存。它采用了Vibrant Color Quality Rendering和Symmetric Rendering Architecture兩種技術來提高色彩质量、加速2D和视频播放的運算。縱使3D性能比RIVA TNT和Voodoo 2遜色，但其2D画质異常的高，成不少绘图用户的最愛。
優點：
- 出色的2D輸出

缺點：
- 价格高昂
- 不能穩定支持OpenGL